# Brachylepadidae
Famille
Les Brachylepadidae sont une famille fossile de crustacés du sous-ordre  des Brachylepadomorpha.

## Liste des genres
Selon World Register of Marine Species (1er mai 2024) :
- † Brachylepas Woodward, 1901
- † Epibrachylepas Gale, 2014
- † Fallaxlepas Gale, 2020
- † Faxelepas Gale, 2014
- † Parabrachylepas Gale, 2014
- † Pedupycnolepas Gale, 2014
- † Pycnolepas Withers, 1914

## Classification
Le nom valide complet (avec auteur) de ce taxon est Brachylepadidae Woodward, 1901,,.

### Publication originale
- [1901] (en) Henry Woodward, « On ‘ Pyrgoma cretacea,’ a Cirripede, from the Upper Chalk of Norwich and Margate », Geological Magazine, Londres, Cambridge University Press, vol. 8, no 4,‎ avril 1901, p. 145–152 (ISSN 0016-7568 et 1469-5081, OCLC 2139602, DOI 10.1017/S0016756800178392, lire en ligne). .